# Cop d'estat (pel·lícula)
Cop d'estat (títol original en anglès, No Escape) és una pel·lícula de thriller d'acció estatunidenca del 2015 dirigida per John Erick Dowdle, que va coescriure el guió amb el seu germà, Drew Dowdle. La pel·lícula és protagonitzada per Owen Wilson, Lake Bell i Pierce Brosnan, i explica la història d'un enginyer expatriat atrapat amb la seva família en un país no identificat del sud-est asiàtic durant un violent aixecament. S'ha doblat i subtitulat al català.
La pel·lícula es va estrenar el 26 d'agost de 2015 a càrrec de The Weinstein Company. Va tenir exhibicions especials a les Filipines els dies 16 i 17 d'agost de 2015, així com múltiples projeccions als Estats Units abans del seu llançament oficial.